# Ак-Чий (Кочкорский район)
Ак-Чий (кирг. Ак-Чий) — село в Кочкорском районе Нарынской области Кыргызстана. Входит в состав Чолпонского айылного аймака.

## География
Село расположено в северо-восточной части области, к югу от реки Кочкор, на расстоянии приблизительно 31 километра (по прямой) к западо-юго-западу от села Кочкорки, административного центра района. Абсолютная высота — 2143 метра над уровнем моря.

## Население
Согласно оценочным данным Национального статистического комитета Кыргызской Республики, численность населения села на начало 2023 года составляла 166 человек.
| год     | 2020 | 2021 | 2023 |
| ------- | ---- | ---- | ---- |
| человек | 222  | 175  | 166  |